# Pordenone
Pordenone (friuli nyelven Pordenon) település Olaszországban, Friuli-Venezia Giulia régióban, Pordenone megyében. Lakosainak száma 51 725 fő (2023. január 1.). Pordenone Cordenons, Fiume Veneto, Pasiano di Pordenone, Porcia, Friuli-Venezia Giulia, Prata di Pordenone, San Quirino, Zoppola, Azzano Decimo és Roveredo in Piano községekkel határos.

## Népesség
A település lakossága az elmúlt években az alábbi módon változott:
| Lakosok száma | 51 156 | 51 127 | 51 725 |
|               | 2016   | 2018   | 2023   |